# 딜런 파일
딜런 파일(Dylan File, 1996년 6월 4일 ~ )은 미국의 야구 선수이자, 전 KBO 리그 두산 베어스의 투수이다. KBO 등록명은 '딜런'이다.

## 미국 프로야구 시절
2017년에 밀워키 브루어스에 입단하였다.

## 한국 프로야구 시절

### 두산 베어스시절
2023년에 로버트 스탁, 브랜든 와델을 대체할 외국인 투수로 영입됐다. 2023년 6월에 팔꿈치 부상으로 인해 방출됐다. 그의 대체 용병으로는 브랜든 와델이 재영입되었다.